# Spathiphyllum fulvovirens
Spathiphyllum fulvovirens Schott – gatunek wieloletnich, wiecznie zielonych roślin zielnych z rodzaju skrzydłokwiat, z rodziny obrazkowatych, występujący na obszarze od południowo-wschodniej Nikaragui do Kolumbii, zasiedlający równikowe lasy deszczowe.